# Synagoga Shalom Al Israel w Jerychu

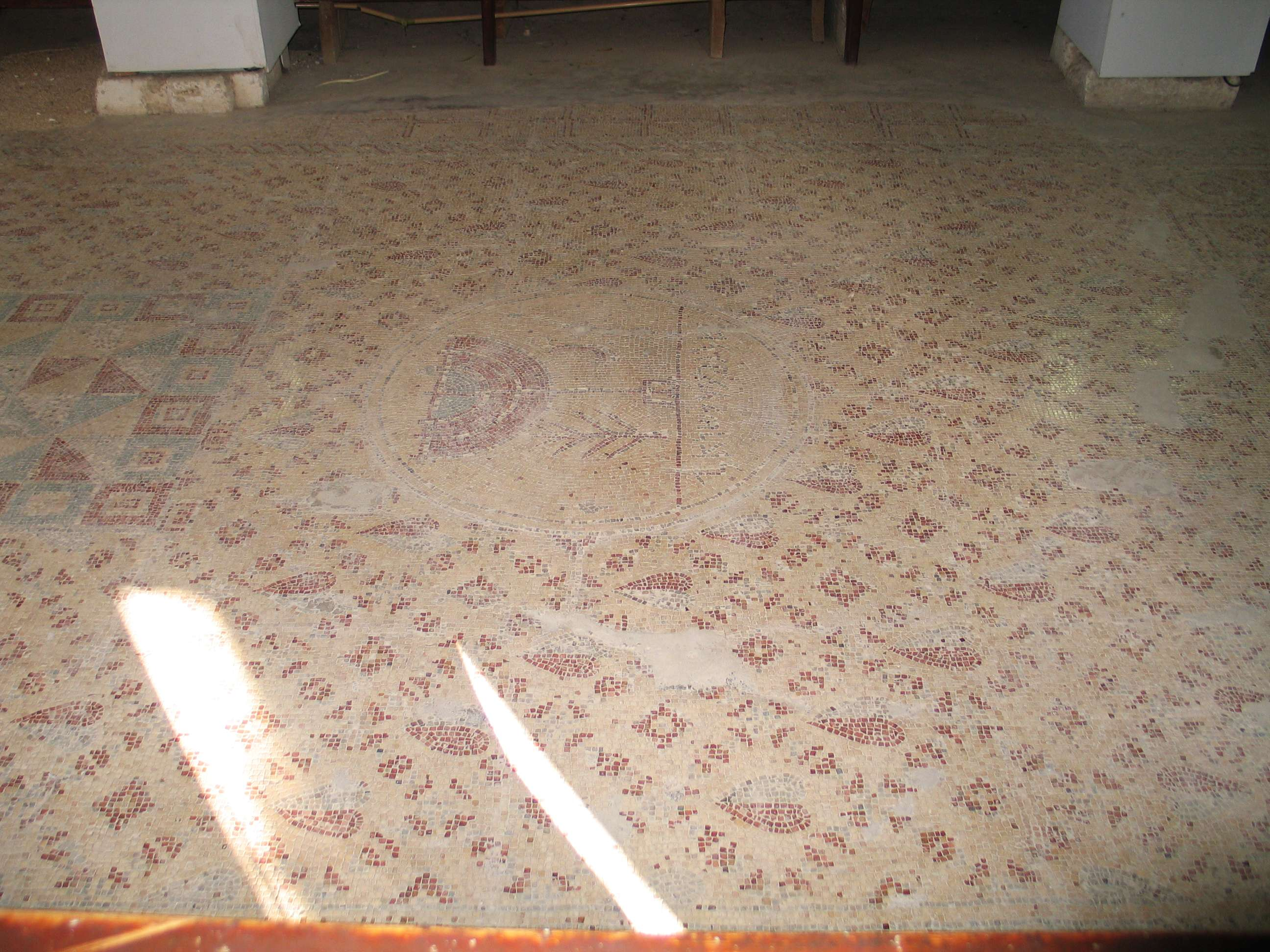
Mozaika podłogowa odnaleziona w synagodze

Synagoga Shalom Al Israel w Jerychu (herb. שלום על ישראל) – starożytna synagoga znajdująca się w Jerychu.
Synagoga powstała w czasach bizantyjskich i została odkryta podczas wykopalisk prowadzonych w 1936 roku przez dr Baramki z Urzędu Starożytności. W synagodze odkryto dużą mozaikę podłogową z przedstawieniami Arki Przymierza, menory, szofaru, lulawu i napisem "Shalom al Yisrael" (hebr. Pokój Izraelowi).
Po wojnie sześciodniowej, Izraelczycy zaczęli regularnie odwiedzać to miejsce i modlić się. W ostatnich latach powstała w tym miejscu jesziwa. Na mocy porozumień z Oslo Izrael i Autonomia Palestyńska zgodziły się na wolny dostęp do tego miejsca i na jego wspólną obronę. Na początku intifady Al-Aksa Arabowie zdemolowali budynek i spalili drugie piętro. Udało się ocalić zwoje Tory, które złożono w osiedlu żydowskim Mevo'ot Yericho. W 2005 roku grupa Żydów mogła odwiedzić synagogę, którą odnowili izraelscy żołnierze.
W pobliskim Naaran zachowała się inna synagoga pochodząca z IV wieku, która również ma mozaikę podłogową.